# Carioca
Carioca (originaltitel Flying Down to Rio) er en amerikansk romantisk Musicalkomedie fra 1933, der er kendt for at være den første film med filmparret Fred Astaire og Ginger Rogers, selvom hovedrollerne blev spillet af Dolores del Río og Gene Raymond.
Sangene i filmen blev skrevet af Vincent Youmans (musik), Gud Kahn og Edward Eliscu (sangtekster), med musikalsk ledelse og øvrige musik af Max Steiner.
Filmen blev instrueret af Thornton Freeland og produceret af Merian C. Cooper og Lou Brock. Manuskriptet blev skrevet af Erwin S. Gelsey, H. W. Hanemann and Cyril Hume, baseret på en historie af Lou Brock og et skuespil af Anne Caldwell.